# Ceratoppia clavisensillata
Ceratoppia clavisensillata är en kvalsterart som beskrevs av Choi 1998. Ceratoppia clavisensillata ingår i släktet Ceratoppia och familjen Ceratoppiidae. Inga underarter finns listade i Catalogue of Life.